# Þórarinn Þórðarson
Þórarinn Þórðarson (Thorarin Thordharson, n. 932) fue un caudillo vikingo de Hvammur í Hvammissveit, Dalasýsla en Islandia. Era hijo de Þórðr Óleifsson y por lo tanto nieto de Olaf Feilan. Se casó con Friðgerður Þórðardóttir (n. 910) una de las hijas de Þórður mjögsiglandi Björnsson y de esa relación nacería Vigdís (n. 960), que sería la esposa de Hrafn Oddsson de Hlymrekafari.
La figura de Þórarinn también aparece como personaje secundario en la Saga de Laxdœla, y la saga de Grettir.